# Yaropolk II
Yaropolk II Vladímirovich (en ruso: Ярополк II Владимирович) (1082-18 de febrero de 1139), príncipe de Pereyáslav (1114-1132), Veliki Kniaz (Gran príncipe) de Kiev (1132-1139), hijo de Vladímir Monómaco y Gytha de Wessex. Luchó en varias campañas contra los pólovtses (cumanos), una vez en 1103 y de nuevo en 1116. 
Después de la muerte de su hermano Mstislav I de Kiev, Yaropolk en 1132, recibió la corona de Kiev. Yaropolk tuvo que lidiar con los diversos intereses de su familia, sobre todo con su poderoso medio hermano, Yuri Dolgoruki. Yaropolk nombró a Vsévolod Mstislavich como sucesor en Pereyáslav, pero Yuri Dolgoruki, con el consentimiento de los novgorodianos, pronto expulsó a su sobrino. Yaropolk nombró a otro hijo de Mstislav I: Iziaslav Mstislavich para Pereyáslav, quien también recibió Túrov. Fue reemplazado poco después por el hermano de Yaropolk, Viacheslav Vladímirovich.
La paz no duró mucho y en 1134 se reanudó la pelea. Iziaslav tuvo que transferir Túrov a su tío Viacheslav para dejarle gobernar el principado de nuevo. Pereyáslav se entregaría a Yuri Dolgoruki con la condición de que Iziaslav consiguiera gobernar Rostov, aunque Yuri mantuvo una gran parte del principado bajo su influencia. Iziaslav también gobernó en Volinia y otro medio hermano de Yaropolk, Andréi Vladímirovich (ru) iba a gobernar Pereyáslav. 
Tras una batalla decisiva en el río Supiy (en) en 1135, Yaropolk tuvo que ceder la ciudad de Kursk y Poseme ganada sólo 17 años antes. El pueblo de Nóvgorod expulsó a Vsévolod Mstislávich y lo reemplazó por el hermano del príncipe de Chernígov, Sviatoslav Ólgovich. 
Sviatoslav continuó la guerra contra Yaropolk con los cumanos, los viejos enemigos de Yaropolk a su lado. Pronto se enfrentó a las tropas combinadas de Kiev, Pereyáslav, Rostov, Pólotsk, Smolensk, partes de Hálych y 30 000 húngaros, enviados por el rey Bela II, ante las puertas de Chernígov. Se vio forzado a hacer la paz en 1139.
Justo antes de su muerte, Yaropolk ayudó a Bela II cuando se enfrentó a sus enemigos internos. Falleció en 1139 y fue enterrado en la iglesia de San Andrés. Su hermano, Viacheslav I, quien le sucedió, pronto fue expulsado por Vsévolod II.
| Predecesor: Mstislav I | Gran Príncipe de Kiev 1132-1139 | Sucesor: Viacheslav I (primera vez) |